# Martina Bär
Martina Bär (* 29. Mai 1976 in Wangen im Allgäu) ist eine deutsche römisch-katholische Theologin. Bär ist seit 1. April 2022 Universitätsprofessorin am Institut für Systematische Theologie und Liturgiewissenschaft der Universität Graz. Sie leitet den Fachbereich Fundamentaltheologie.

## Leben
Nach dem Abitur studierte sie ab 1995 Katholische Theologie und Geschichte an der Eberhard Karls Universität Tübingen und der Päpstlichen Universität Comillas in Madrid. Das Studium beendete sie 2002 mit dem ersten Staatsexamen für das Lehramt an Gymnasien in den Fächern Katholische Theologie und Geschichte. Es folgte bis 2004 ein Promotionsstudium an der Katholisch-Theologischen Fakultät der Universität Tübingen. Von 2004 bis 2010 war sie Wissenschaftliche Mitarbeiterin bzw. Mitarbeiterin in der Studiengeschäftsführung an der Katholisch-Theologischen Fakultät der Universität Erfurt.
2010 promovierte Bär an der Katholisch-Theologischen Fakultät der Erfurter Universität mit der von Josef Freitag und Magnus Striet begutachteten Arbeit Mensch und Ebenbild Gottes sein. Zur gottebenbildlichen Dimension von Mann und Frau zum Doktor der Theologie. Ihre Arbeit wurde 2011 mit dem Maria-Kassel-Preis der Universität Münster ausgezeichnet und erschien noch im selben Jahr im Echter Verlag. Sie war ab 2012 bis 2017 Oberassistentin an der Theologischen Fakultät der Universität Luzern sowie am Theologischen Seminar der Universität Zürich. 2018 habilitierte sie sich an der Eberhard Karls Universität Tübingen mit einer Arbeit zum Thema Urbane Logik und Theo-Logik. Gottesrede in (post-)modernen Stadtgesellschaften. Dafür unternahm sie 2013 und 2014 zwei Forschungsreisen nach Lateinamerika und Mexiko, die durch die Fritz Thyssen Stiftung und den Schweizerischen Nationalfonds gefördert wurden. Das Werk wurde 2020 im Herder-Verlag veröffentlicht.
Zuletzt war sie von 2010 bis 2022 an der Freien Universität Berlin als Gastprofessorin für Systematische Theologie am Seminar für Katholische Theologie tätig. Im März 2022 folgte sie dem Ruf an die Universität Graz, wo sie seit dem 1. April 2022 als Professorin für Fundamentaltheologie tätig ist. Ihre Forschungsschwerpunkte sind unter anderem Theologie der Stadt, soziologische Raumphilosophie, Theologische Anthropologie, Freiheitstheoretische Hermeneutik in der Theologie sowie Religionsphilosophie. Sie ist Mitglied in der Arbeitsgemeinschaft katholische Dogmatik und Fundamentaltheologie im deutschsprachigen Raum, der Internationalen Schelling-Gesellschaft, der Internationalen Bonhoeffer-Gesellschaft sowie der European Society of Women in Theological Research, deren Vizepräsidentin sie seit 2017 ist. Bär ist Autorin, Herausgeberin und Rezensentin zahlreicher Fachveröffentlichungen sowie Mitherausgeberin des internationalen Jahrbuchs der European Society of Women in Theological Research.

## Veröffentlichungen (Auswahl)
- Mensch und Ebenbild Gottes sein. Zur gottebenbildlichen Dimension von Mann und Frau. (Dissertation), Echter, Würzburg 2011, ISBN 978-3-429-03371-2 (Digitalisat).
- Maria. Ihr Leben, ihr Zeugnis, ihr Wirken. (Herausgeberin), Benno, Leipzig 2012, ISBN 978-3-7462-3327-7.
- König und Priester. Facetten neutestamentlicher Christologie. Festschrift für Claus-Peter März zum 65. Geburtstag. (Herausgeberin), Echter, Würzburg 2012, ISBN 978-3-429-03591-4.
- Macht Glück Sinn? Theologische und philosophische Erkundungen. (Herausgeberin), Grünewald Verlag, Ostfildern 2014, ISBN 978-3-7867-3023-1.
- Du stellst meine Füße auf weiten Raum. Theologinnen im Porträt. (Herausgeberin), Herder, Freiburg / Basel / Wien 2015, ISBN 978-3-451-34781-8.
- Urbane Logik und Theo-Logik. Gottesrede in (post-)modernen Stadtgesellschaften. (Habilitationsschrift), Herder, München 2020, ISBN 978-3-451-38974-0.